# 石碑水库
石碑水库是中国内蒙古自治区通辽市奈曼旗境内的一座水库，位于忙牛河上，建于1977年。水库正常库容为441万立方米，集雨面积为120平方千米，海拔为375米。